# Pia Rumler-Detzel
Pia Eleonore Rumler-Detzel (* 11. Juli 1934) ist eine deutsche Juristin.

## Leben
Rumler-Detzel wurde als Tochter eines Arzneimittelchemikers und einer Lehrerin geboren. Sie wuchs zunächst in Hamburg auf. Als sie neun Jahre alt war, verließen die Eltern mit ihr unter dem Eindruck der Luftangriffe des Zweiten Weltkriegs die Stadt und kamen nach Thüringen. Nach dem Einmarsch der Roten Armee floh die Familie in die Westzonen und ließ sich schließlich 1950 im Rheinland nieder.
Im Anschluss an das Abitur studierte sie Rechtswissenschaften und promovierte für das Fach 1960 an der Universität Köln. Bis zu ihrer Versetzung in den Ruhestand war sie Vorsitzende des Arzthaftungssenats bei dem Oberlandesgericht Köln. Seit 1998 ist sie Stellvertretende Vorsitzende der Gutachterkommission für ärztliche Behandlungsfehler bei der Ärztekammer Nordrhein. 1988 wurde sie Mitglied des Bundesparteigerichts der CDU und im Dezember 2004 als erste Frau zu dessen Vorsitzender gewählt.
Publizistisch trat sie mit Fachbeiträgen zum Medizinrecht hervor. Daneben setzt sie sich mit ehrenamtlichen Aktivitäten für die Interessen der Frauen in Wirtschaft und Gesellschaft ein.
Rumler-Detzel war Gründungsmitglied des Zonta-Clubs Köln und von 1994 bis 1996 dessen Präsidentin.

## Ehrungen
- August 2009: Verdienstkreuz am Bande der Bundesrepublik Deutschland[1]
- 2012: Ehrenzeichen der deutschen Ärzteschaft[2]